# 화순동복중학교
화순동복중학교(和順同福中學校)는 대한민국 전라남도 화순군 동복면 독상리에 있는 공립 중학교이다.

## 학교 연혁
- 1971년 1월 16일 : 화순동복중학교 설립인가(9학급)
- 1971년 3월 10일 : 화순동복중학교 개교
- 1992년 3월 1일 : 특수학교 설치 인가(1학급)
- 2025년 2월 5일 : 제52회 5명 졸업(총 3,845명)
- 2025년 3월 1일 : 제23대 김미란 교장 부임

## 참고 자료
- 화순동복중학교 - 한국교육학술정보원 학교알리미